# Torre Manfria, Biviere e Piana di Gela
Torre Manfria, Biviere e Piana di Gela este o arie protejată (arie de protecție specială avifaunistică — SPA) din Italia întinsă pe o suprafață de 25.057 ha, din care 11 % marine.

## Localizare
Centrul sitului Torre Manfria, Biviere e Piana di Gela este situat la coordonatele 37°06′03″N 14°19′56″E / 37.100948°N 14.332267°E.

## Înființare
Situl Torre Manfria, Biviere e Piana di Gela a fost declarat arie de protecție specială avifaunistică în iunie 2005 pentru a proteja 3 specii de plante și 138 de specii de animale.

## Biodiversitate
Situată în ecoregiunea mediteraneană, aria protejată conține 29 de habitate naturale: Râuri mediteraneene cu debit intermitent, cu specii de Paspalo-Agrostidion, Dune mobile cu vegetație embrionară, Râuri mediteraneene cu debit permanent cu specii de Paspalo-Agrostidion și galerii riverane de Salix și de Populus alba, Ape puternic oligomezotrofe cu vegetație bentonică cu Chara spp., Tufărișuri halo-nitrofile (Pegano-Salsoletea), Tufărișuri termo-mediteraneene și de pre-deșert, Iazuri temporare mediteraneene, Dune de pe litoral fixate cu Crucianellion maritimae, Ape stătătoare oligotrofe până la mezotrofe, cu vegetație de Littorelletea uniflorae și/sau de Isoëto-Nanojuncetea, Lacuri eutrofice naturale cu vegetație de tip Magnopotamion sau Hydrocharition, Salicornia și alte specii anuale care populează regiunile mlăștinoase și nisipoase, Dune împădurite cu Pinus pinea și/sau Pinus pinaster, Galerii și tufărișuri riverane sudice (Nerio-Tamaricetea și Securinegion tinctoriae), Tufărișuri halofile mediteraneene și termo-atlantice (Sarcocornetea fruticosi), Dune de coastă cu Juniperus spp., Matorral arborescenți cu Juniperus spp., Dune mobile de-a lungul țărmului cu Ammophila arenaria („dune albe”), Galerii de Salix alba și de Populus alba, Pseudostepă cu ierburi și specii anuale de Thero-Brachypodietea, Păduri de Quercus ilex și Quercus rotundifolia, Lagune de coastă, Bancuri de nisip acoperite în permanență slab de apă marină, Stepe sărăturate mediteraneene (Limonietalia), Păduri de Quercus suber, Pășuni mediteraneene udate de apa mării (Juncetalia maritimi), Recifuri, Vegetație anuală la limita mareei, Dune cu vegetație ierboasă Malcolmietalia, Estuare.
La baza desemnării sitului se află mai multe specii protejate:
- plante (3): Leopoldia gussonei, Ophrys lunulata, Petalophyllum ralfsii
- păsări (126): privighetoare-de-baltă (Acrocephalus melanopogon), fluierar de munte (Actitis hypoleucos), ciocârlie-de-câmp (Alauda arvensis), pescăruș albastru (Alcedo atthis), Alectoris graeca whitakeri, rață sulițar (Anas acuta), rață pitică (Anas crecca), rață mare (Anas platyrhynchos), gâscă cenușie (Anser anser), fâsă de luncă (Anthus pratensis), lăstunul mare (Apus apus), Apus pallidus, Aquila fasciata, egretă mare (Ardea alba), stârc cenușiu (Ardea cinerea), stârc roșu (Ardea purpurea), stârc galben (Ardeola ralloides), ciuf de câmp (Asio flammeus), rață-cu-cap-castaniu (Aythya ferina), rața moțată (Aythya fuligula), rață roșie (Aythya nyroca), buhai de baltă (Botaurus stellaris), Bubulcus ibis, pasărea ogorului (Burhinus oedicnemus), șorecar mare (Buteo rufinus), ciocârlie-cu-degete-scurte (Calandrella brachydactyla), Calidris alba, fugaci de țărm (Calidris alpina), Calidris canutus, prundaș de nămol (Calidris falcinellus), fugaci roșcat (Calidris ferruginea), fugaci mic (Calidris minuta), bătăuș (Calidris pugnax), Calonectris diomedea, prundăraș de sărătură (Charadrius alexandrinus),  prundaș gulerat mic (Charadrius dubius), prundaș gulerat mare (Charadrius hiaticula), chirichița cu obraz alb (Chlidonias hybrida), chirighiță-cu-aripi-albe (Chlidonias leucopterus), chirighiță neagră (Chlidonias niger), barză albă (Ciconia ciconia), barză neagră (Ciconia nigra), șerpar (Circaetus gallicus), erete de stuf (Circus aeruginosus), erete vânăt (Circus cyaneus), erete alb (Circus macrourus), erete cenușiu (Circus pygargus), Clamator glandarius, acvilă țipătoare (Clanga clanga), acvilă-țipătoare-mică (Clanga pomarina), dumbrăveancă (Coracias garrulus), prepeliță (Coturnix coturnix), gușă vânătă (Cyanecula svecica), egretă mică (Egretta garzetta), măcăleandru (Erithacus rubecula), Falco biarmicus, șoim de iarnă (Falco columbarius), Falco eleonorae, Falco naumanni, șoim călător (Falco peregrinus), vânturel de seară (Falco vespertinus), lișiță (Fulica atra), pescăriță râzătoare (Gelochelidon nilotica), ciovlica roșcată (Glareola pratincola), cocor (Grus grus), acvilă pitică (Hieraaetus pennatus), piciorong (Himantopus himantopus), Hydrocoloeus minutus, pescăriță mare (Hydroprogne caspia), stârc pitic (Ixobrychus minutus), sfrânciocul cu frunte neagră (Lanius minor), Larus audouinii, pescăruș negricios (Larus fuscus), Larus genei, pescăruș-cu-cap-negru (Larus melanocephalus), pescăruș râzător (Larus ridibundus), sitar de mal nordic (Limosa lapponica), sitar de mâl (Limosa limosa), ciocârlie de pădure (Lullula arborea), rață fluierătoare (Mareca penelope), rață pestriță (Mareca strepera), ciocârlie de bărăgan (Melanocorypha calandra), prigoare (Merops apiaster), gaia neagră (Milvus migrans), gaia roșie (Milvus milvus), codobatură galbenă (Motacilla alba), codobatura galbenă (Motacilla flava), vultur egiptean (Neophron percnopterus), Numenius arquata arquata, Numenius phaeopus, stârc de noapte (Nycticorax nycticorax), pietrar mediteranean (Oenanthe hispanica), pietrar sur (Oenanthe oenanthe), pietrar negru (Oenanthe pleschanka), vultur pescar (Pandion haliaetus), viespar (Pernis apivorus), cormoran mare (Phalacrocorax carbo), flamingo roz (Phoenicopterus roseus), codroș de munte (Phoenicurus ochruros), lopătar (Platalea leucorodia), țigănuș (Plegadis falcinellus), ploier auriu (Pluvialis apricaria), ploier argintiu (Pluvialis squatarola), corcodel mare (Podiceps cristatus), corcodel-cu-gât-negru (Podiceps nigricollis), Porphyrio porphyrio porphyrio, cresteț pestriț (Porzana porzana), cristei de baltă (Rallus aquaticus), ciocântors (Recurvirostra avosetta), lăstun de mal (Riparia riparia), Spatula clypeata, rață cârâitoare (Spatula querquedula), scatiu (Spinus spinus), chiră de baltă (Sterna hirundo), chiră mică (Sternula albifrons), turturică (Streptopelia turtur), corcodel mic (Tachybaptus ruficollis), Tachymarptis melba, călifar alb (Tadorna tadorna), chiră de mare (Thalasseus sandvicensis), fluierar negru (Tringa erythropus), fluierar de mlaștină (Tringa glareola), fluierar cu picioare verzi (Tringa nebularia), fluierarul cu picioare roșii (Tringa totanus), nagâț (Vanellus vanellus), Zapornia parva
- mamifere (6): liliac cu aripi lungi (Miniopterus schreibersii), liliac cu picioare lungi (Myotis capaccinii), liliac comun (Myotis myotis), liliacul mare cu potcoavă (Rhinolophus ferrumequinum), liliacul mic cu potcoavă (Rhinolophus hipposideros), delfin mare (Tursiops truncatus)
- nevertebrate (1): Coenagrion mercuriale
- pești (1): Aphanius fasciatus
- reptile (4): Caretta caretta, Emys trinacris, țestoasă bănățeană (Testudo hermanni), elaphe situla (Zamenis situla)

Pe lângă speciile protejate, pe teritoriul sitului au mai fost identificate 82 de specii de plante, 25 de specii de păsări, 4 specii de amfibieni, 10 specii de mamifere, 52 de specii de nevertebrate, 2 specii de pești, 7 specii de reptile.